# Étrechet
Étrechet är en kommun i departementet Indre i regionen Centre-Val de Loire i de centrala delarna av Frankrike. Kommunen ligger i kantonen Ardentes som tillhör arrondissementet Châteauroux. År 2022 hade Étrechet 1 002 invånare.

## Befolkningsutveckling
Antalet invånare i kommunen Étrechet
Referens:INSEE